# Stephen McHattie

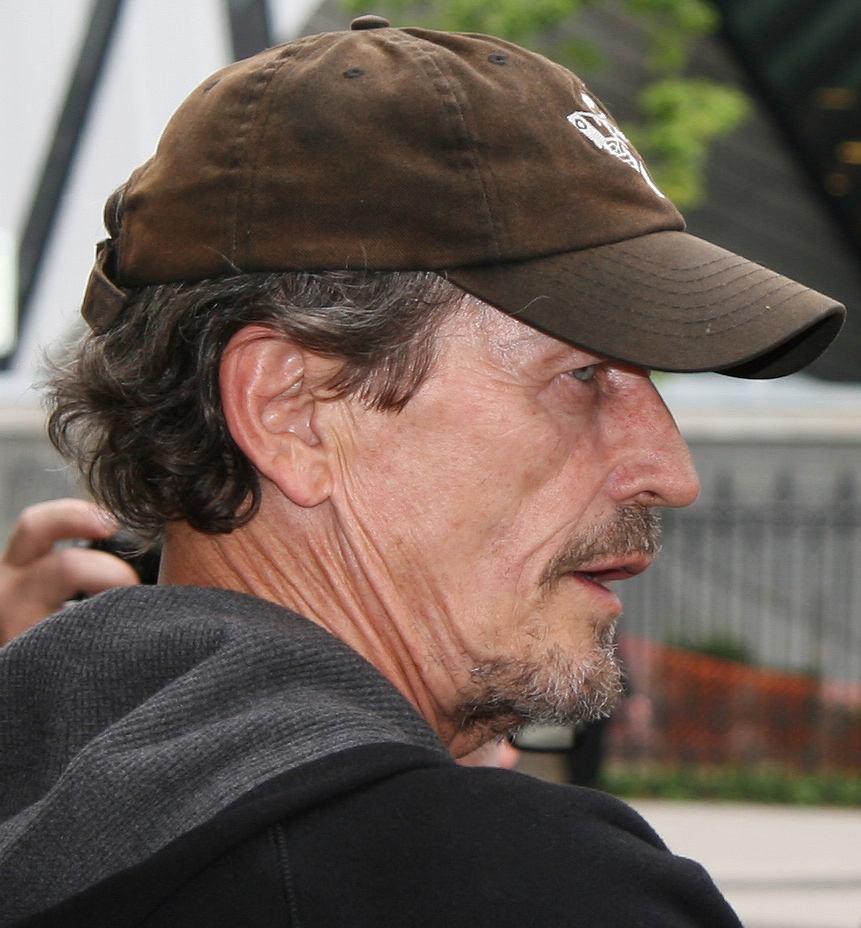
Stephen McHattie, 2008

Stephen McHattie (* 3. Februar 1947 in Antigonish, Nova Scotia; eigentlich Stephen McHattie Smith) ist ein kanadischer Schauspieler.

## Leben und Wirken
Stephen McHattie ist schottischer und irischer Abstammung. Bereits als Elfjähriger half er seiner Mutter, die im Theater tätig war, beim Szenenaufbau. Mit vierzehn Jahren übernahm er erstmals eine Rolle, nachdem ein Schauspieler ausgefallen war. Sein älterer Bruder Wendell Smith ist ebenfalls Schauspieler. McHattie schloss die Acadia University in Wolfville, Nova Scotia ab und übersiedelte anschließend nach New York City, wo er die American Academy of Dramatic Arts besuchte. Noch vor dem Ende dieser Ausbildung besetzte ihn Joseph Papp in einem Broadway-Stück, wo McHattie 1968 mit einundzwanzig Jahren in The American Dream von Edward Albee seinen ersten großen Auftritt hatte. Zwei Jahre später wurde er im Film The People Next Door mit Eli Wallach und Julie Harris gecastet und wirkte fortan auch in Film- und Fernsehproduktionen mit. 1976 stellte McHattie James Dean in einem Fernsehfilm dar, in dem die Schauspielerin Meg Foster mitspielte, mit der er eine Zeit lang verheiratet war.
Am Broadway trat McHattie in folgenden Stücken auf: 1972 in Was ihr wollt (Twelfth Night) von William Shakespeare und Trauer muss Elektra tragen (Mourning Becomes Electra) von Eugene O’Neill; 1973 folgte Der Eismann kommt (The Iceman Cometh) ebenfalls von Eugene O’Neill; 1983 war er in Haus Herzenstod (Heartbreak House) von George Bernard Shaw zu sehen; 1986 spielte er in You Never Can Tell von George Bernard Shaw und 1989 in Ghetto von Joshua Sobol, wofür er für seine schauspielerische Leistung eine Nominierung beim Drama Desk Award erhielt; 1992 stand er in Search and Destroy von Howard Korder auf der Bühne. 1984 erhielt er einen Obie Award (Off-Broadway Theater Award) für seine Rolle in Mensch Meier.
In einer Folge der Fernsehserie Star Trek: Deep Space Nine (1998) erweckte McHattie den Romulaner Senator Vreenak zum Leben. 1995 gewann er einen Gemini Award als Bester Hauptdarsteller für den dramatischen Fernsehfilm Hölle einer Ehe (Life with Billy). 1998 wurde er für diesen Preis nominiert und zwar als Bester Hauptdarsteller für eine Folge der dramatischen Fernsehserie Emily of New Moon, und 1999 gab es eine Nominierung als Bester Hauptdarsteller für American Whiskey Bar. 2007 erhielt er den Genie Award für seine Leistung als Bester Nebendarsteller im Film Maurice Richard. Er stellte darin den ehrgeizigen Trainer des kanadischen Eishockeyspielers Maurice Richard, gespielt von Roy Dupuis, dar. McHattie übernahm 2011 in der dänisch-kanadischen Horror-Komödie Eddie: The Sleepwalking Cannibal die Rolle des Künstleragenten Ronny. 2012 stand er in der Casey Walker Regie geführten kanadischen Horror-Komödie A Little Bit Zombie als Max vor der Kamera. Stephen McHattie wird manchmal auch als Steven McHattie bzw. Steve McHattie im Abspann aufgeführt.
McHattie verkörperte in seiner bisherigen Berufslaufbahn über 100 Rollen. Verheiratet ist er mit der Schauspielerin Lisa Houle. Er hat drei Kinder, die beiden jüngeren sind Zwillinge. Er lebt in Puslinch, nahe der kanadischen Stadt Guelph, in der Provinz Ontario.

## Filmografie (Auswahl)
- 1970: The People Next Door
- 1971: Manfred von Richthofen – Der Rote Baron (The Red Baron)
- 1975: New York antwortet nicht mehr (The Ultimate Warrior)
- 1975: Starsky & Hutch (Fernsehserie, Folge 1×12 Terror on the Docks)
- 1976: James Dean (Fernsehfilm)
- 1976: Rasende Gewalt (Moving Violation)
- 1974–1977: Kojak – Einsatz in Manhattan (Kojak, Fernsehserie, 3 Folgen)
- 1978: Morgen gibt es kein Erwachen (Tomorrow Never Comes)
- 1978: U-Boot in Not (Gray Lady Down)
- 1978–1979: Colorado Saga (Centennial, Fernsehminiserie, 11 Folgen)
- 1979: Lou Grant (Fernsehserie, Folge 3×05 Frame-Up)
- 1981: Polizeirevier Hill Street (Hill Street Blues, Fernsehserie, 2 Folgen)
- 1982: New York – Tanger (Best Revenge)
- 1985: Der Hitchhiker (The Hitchhiker, Fernsehserie, 2 Folgen)
- 1986: Der Equalizer (The Equalizer, Fernsehserie, Folge 1×14 Out of the Past)
- 1986: Spenser (Spenser: For Hire, Fernsehserie, Folge 1×15 Brother to Dragons)
- 1986: Belizaire – Der Cajun (Belizaire the Cajun)
- 1986: Springfield Story (The Guiding Light, Fernsehserie)
- 1987: Vasallen des Satans (Salvation!)
- 1987: Crime Story (Fernsehserie, Folge 2×01 The Senator, the Movie Star, and the Mob)
- 1987: Caribe – Geschäft mit dem Tod (Caribe)
- 1988: Verführung am Telefon (Call Me)
- 1988: Miami Vice TV (Frucht Des Giftbaums – Staffel 5)
- 1989: Red Tiger (One Man Out)
- 1989: Twilight Zone (The Twilight Zone, Fernsehserie, Folge 3×26 Rendezvous in a Dark Place)
- 1989: Bluthunde am Broadway (Bloodhounds of Broadway)
- 1989–1990: Die Schöne und das Biest (Beauty and the Beast, Fernsehserie, 7 Folgen)
- 1991: Law & Order (Fernsehserie, 2 Folgen)
- 1992: Der Todesengel vom Grand Central (Terror on Track 9, Fernsehfilm)
- 1992: Seinfeld (Fernsehserie, 4 Folgen)
- 1993: L.A. Law – Staranwälte, Tricks, Prozesse (L.A. Law, Fernsehserie, Folge 7×13 Hello and Goodbye)
- 1993: Zurück in die Vergangenheit (Quantum Leap, Fernsehserie, Folge 5×22 Mirror Image – August 8, 1953)
- 1993: Geronimo – Eine Legende (Geronimo: An American Legend)
- 1994: Hölle einer Ehe (Life with Billy, Fernsehfilm)
- 1994: Hard Business (Art Deco Detective)
- 1994: Hilfe, meine Frau ist ein Saurier! (Pterodactyl Woman from Beverly Hills)
- 1994: The Dark – Mörderische Nacht (The Dark)
- 1994: Ausgerechnet Alaska (Northern Exposure, Fernsehserie, Folge 5×18 Fish Story)
- 1994: Das Komplott der Mörder (Jonathan Stone: Threat of Innocence, Fernsehfilm)
- 1994: Kung Fu – Im Zeichen des Drachen (Kung Fu: The Legend Continues, Fernsehserie, Folge 2×14 Magic Trick)
- 1994: Beverly Hills Cop III
- 1994: Highlander (Fernsehserie, Folge 3×01 The Samurai)
- 1995: Deadlocked – Flucht aus Zone 14 (Deadlocked: Escape from Zone 14, Fernsehfilm)
- 1995: Brownwood Prison – Rodeo hinter Gittern (Convict Cowboy, Fernsehfilm)
- 1995: Die Nacht, in der sie uns besuchen (Visitors of the Night, Fernsehfilm)
- 1995: Akte X – Die unheimlichen Fälle des FBI (The X Files, Fernsehserie, 2 Folgen)
- 1995: T-Rex (Theodore Rex)
- 1996: Outer Limits – Die unbekannte Dimension (The Outer Limits, Fernsehserie, Folge 2×06 Beyond the Veil)
- 1996: JAG – Im Auftrag der Ehre (JAG, Fernsehserie, Folge 1×16 High Ground)
- 1996: Mein Freund Joe (My Friend Joe)
- 1998: Die Glorreichen Sieben (The Magnificent Seven, Fernsehserie, Folge 1×05 Nemesis)
- 1998: Dannys Mutprobe (The Climb)
- 1998: Star Trek: Deep Space Nine (Fernsehserie, Folge 6×19 In the Pale Moonlight)
- 1998: Alptraum im Airport (Fernsehfilm)
- 1998: Poltergeist – Die unheimliche Macht (Poltergeist: The Legacy, Fernsehserie, Folge 3×14 The Prodigy)
- 2000: Nikita (La Femme Nikita, Fernsehserie, Folge 4×07 Walters Geheimnis)
- 2000: Die Abzocker – Eine eiskalte Affäre (The Hustle)
- 2000: The Highwayman
- 2002: Secretary – Womit kann ich dienen? (Secretary)
- 2002: Monk (Fernsehserie, Folge 1×05 Mr. Monk Goes to the Carnival)
- 2002: Mutant X (Fernsehserie, Folge 2×02 Power Play)
- 2003: Star Trek: Enterprise (Enterprise, Fernsehserie, Folge 3×01 The Xindi)
- 2005: A History of Violence
- 2005: 4400 – Die Rückkehrer (The 4400, Fernsehserie, Folge 2×02 Voices Carry)
- 2005: Maurice Richard
- 2005: Die Eroberer der Neuen Welt (Ice Age Columbus: Who were the first Americans)
- 2005: Jesse Stone: Eiskalt (Jesse Stone: Stone Cold)
- 2006: Jesse Stone: Knallhart (Jesse Stone: Night Passage)
- 2006: The Fountain
- 2006: Der Pakt – The Covenant (The Covenant)
- 2006: 300
- 2006: Solar Attack – Der Himmel brennt (Solar Strike, Fernsehfilm)
- 2007: Killer Wave – Die Todeswelle (Killer Wave, Fernsehfilm)
- 2007: Die Vögel – Attack From Above
- 2007: Shoot ’Em Up
- 2007: Jesse Stone: Alte Wunden (Jesse Stone: Sea Change)
- 2007: All Hat
- 2008: Pontypool
- 2008: XIII – Die Verschwörung (XIII)
- 2008: Guns – Der Preis der Gewalt (Guns)
- 2008, 2009: Murdoch Mysteries (Fernsehserie, 2 Folgen)
- 2009: 2012
- 2009: Fringe – Grenzfälle des FBI (Fringe, Fernsehserie, Folge 2×03 Fracture)
- 2009: Jesse Stone: Dünnes Eis (Jesse Stone: Thin Ice)
- 2009: Summer’s Moon (Summer’s Blood)
- 2009: Watchmen – Die Wächter
- 2010: Jesse Stone: Ohne Reue (Jesse Stone: No Remorse)
- 2010: Wer ist Clark Rockefeller? (Who is Clark Rockefeller?)
- 2010: Die! – Ein Spiel auf Leben und Tod (Die)
- 2010: A Beginner’s Guide to Endings
- 2010–2011: Haven (Fernsehserie, acht Folgen)
- 2010, 2014: Republic of Doyle – Einsatz für zwei (Republic of Doyle, Fernsehserie, 2 Folgen)
- 2011: Exit Humanity
- 2011: Eddie: The Sleepwalking Cannibal
- 2011–2012: XIII – Die Verschwörung (XIII: The Series, Fernsehserie, 19 Folgen)
- 2011: Jesse Stone: Verlorene Unschuld (Jesse Stone: Innocents Lost)
- 2012: Jesse Stone: Im Zweifel für den Angeklagten
- 2012: The Tall Man – Angst hat viele Gesichter (The Tall Man)
- 2013: Haunter – Jenseits des Todes (Haunter)
- 2014: Wolves
- 2015: Pay The Ghost
- 2015: Born to Be Blue
- 2016: Die Tokioter Prozesse (Tokyo Trial, Miniserie)
- 2017: Orphan Black (Fernsehserie, sieben Folgen)
- 2017: Mother!
- 2017: Das Erwachen des Zodiac-Mörders (Awakening the Zodiac)
- 2019: Come to Daddy
- 2020: October Faction (Fernsehserie, 10 Folgen)
- 2020: Most Wanted (Target Number One)
- 2020: Private Eyes (Fernsehserie, 1 Folge)
- 2021: Nightmare Alley